# 懷疑 (遊戲)
《懷疑》是一款生存遊戲，由Cheerdealers開發，Alawar Premium於2017年發行，對應Microsoft Windows、iOS、PlayStation 4、Xbox One平台。遊戲總體獲得好評。